# 1519 Kajaani
1519 Kajaani (1938 UB) là một tiểu hành tinh vành đai chính được phát hiện ngày 15 tháng 10 năm 1938, bởi Y. Vaisala ở Turku.